# Iglesia de Cristo Obrero y Nuestra Señora de Lourdes
De Iglesia de Cristo Obrero y Nuestra Señora de Lourdes (Nederlands: Kerk van Christus de Arbeider en Onze Lieve Vrouw van Lourdes) is een rooms-katholiek kerkgebouw en parochiekerk in de Uruguayaanse gemeente Atlántida. De kerk naar plannen van de 20e-eeuwse Uruguayaanse architect Eladio Dieste werd in 1960 geconsecreerd.
De parochiegemeenschap ressorteert binnen de Katholieke Kerk in Uruguay onder het bisdom Canelones. Het kerkgebouw naar plannen van Dieste uit 1952 werd gebouwd tussen 1958 en 1960. Het bouwwerk is architectonisch opvallend, beschreven als "een eenvoudige rechthoek, met zijwanden die in golvende rondingen stijgen tot de maximale amplitude van hun bogen". De gegolfde muren ondersteunen een vergelijkbaar golvend dak, bestaande uit een opeenvolging van versterkte bakstenen gewelven ontwikkeld door Eladio Dieste.
De cilindrische klokkentoren, gebouwd in opengewerkt bakstenen metselwerk, stijgt van de grond naar rechts van de hoofdkerkgevel, terwijl de ondergrondse doopkapel zich aan de linkerkant van de parvis bevindt, toegankelijk via een driehoekige prismatische ingang en verlicht via een centrale oculus.
De kerk is een uitstekend voorbeeld van de opmerkelijke formele en ruimtelijke prestaties van de moderne architectuur in Latijns-Amerika in het tweede deel van de 20e eeuw, die het zoeken naar sociale gelijkheid belichaamt met een spaarzaam gebruik van middelen, die voldoen aan structurele vereisten met een groot esthetisch effect.
Het materiaal is een zeer eenvoudig metselwerk, dat voldoet aan een nieuw gebruik van blootgestelde bakstenen in wat door de architect een gewapende keramiekstructuur wordt genoemd.
Het bouwwerk werd in juli 2011 tijdens de 44e sessie van de UNESCO Commissie voor het Werelderfgoed erkend als cultureel werelderfgoed en bijgeschreven als "Het werk van ingenieur Eladio Dieste: Kerk van Atlántida" op de werelderfgoedlijst.

## Galerij

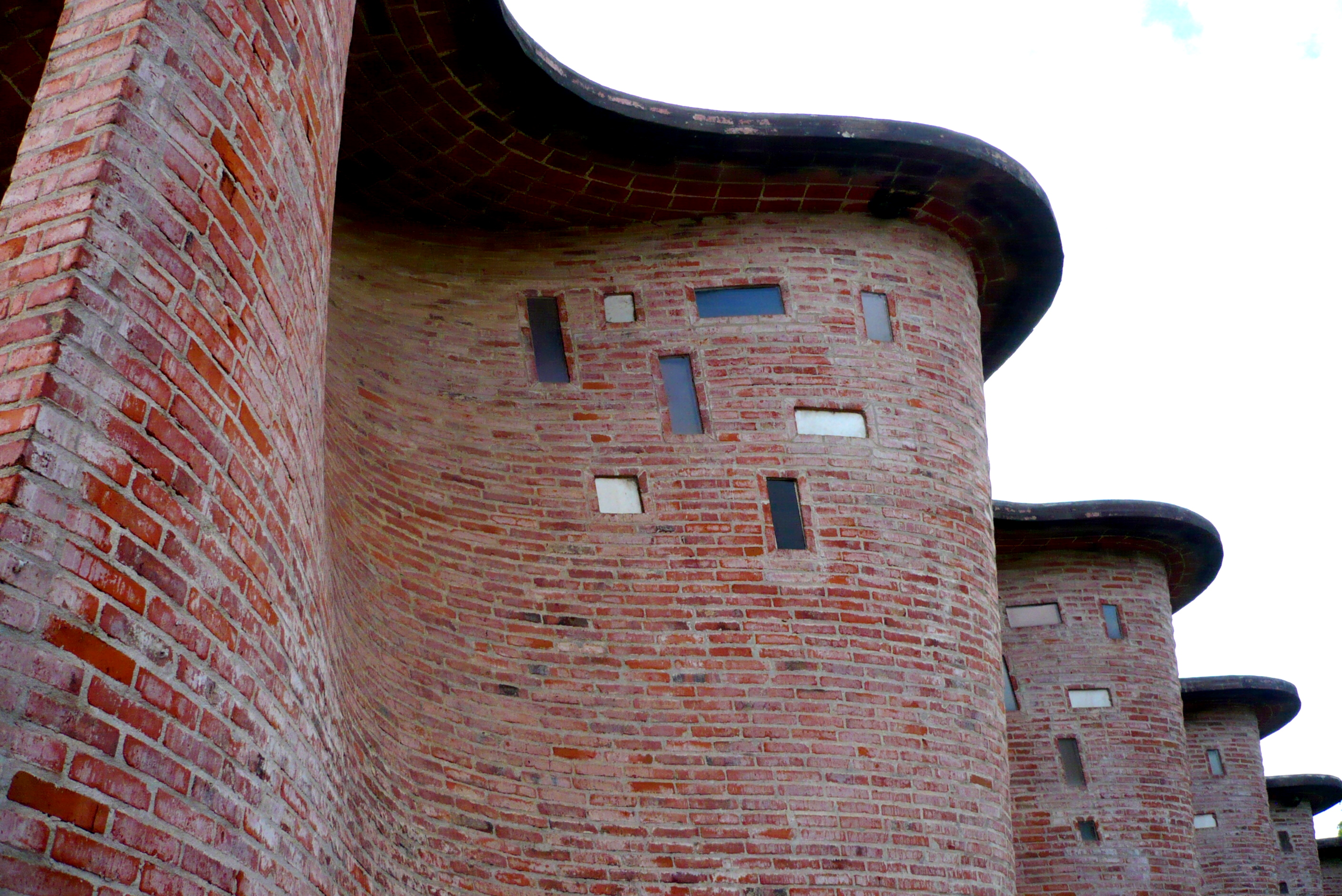
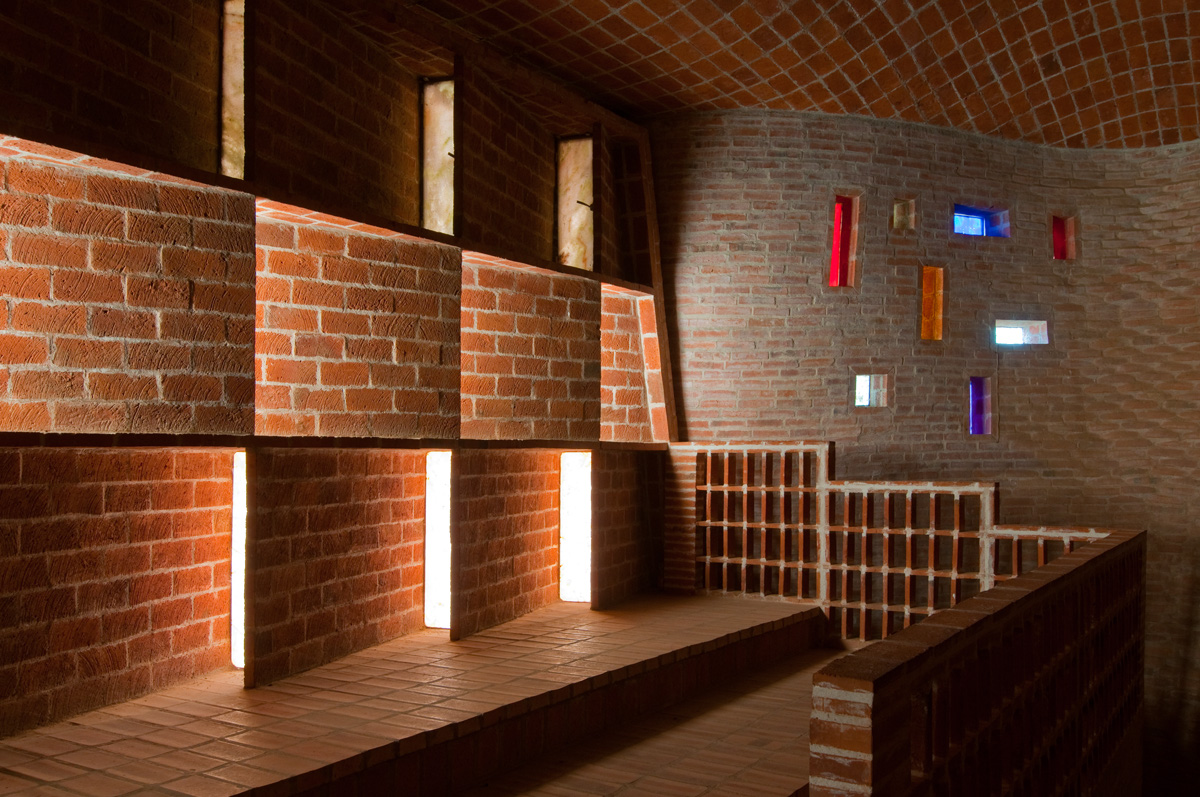